# Livin' It Up (Ja Rule)
Livin' It Up è un brano musicale estratto come secondo singolo dall'album Pain Is Love, pubblicato nel 2001. Il brano, che figura la partecipazione del cantante Case, ha raggiunto la sesta posizione della classifica Billboard Hot 100 e la quinta della Official Singles Chart.

## Tracce
CD-Single
1. Livin' It Up (Radio Edit) - 4:18
2. Livin' It Up (Instrumental) - 4:19
3. I Cry (feat. Lil' Mo) 5:18
4. Livin' It Up (Enhanced Video)

## Classifiche
| Classifica (2001)      | Posizione più alta |
| ---------------------- | ------------------ |
| Official Singles Chart | 5                  |
| Billboard Hot 100      | 6                  |